# Municipio de Pope
El municipio de Pope (en inglés: Pope Township) es un municipio ubicado en el condado de Fayette en el estado estadounidense de Illinois. En el año 2010 tenía una población de 213 habitantes y una densidad poblacional de 2,72 personas por km².

## Geografía
El municipio de Pope se encuentra ubicado en las coordenadas 38°46′41″N 89°11′8″O / 38.77806, -89.18556. Según la Oficina del Censo de los Estados Unidos, el municipio tiene una superficie total de 78.42 km², de la cual 65,82 km² corresponden a tierra firme y (16,07 %) 12,61 km² es agua.

## Demografía
Según el censo de 2010, había 213 personas residiendo en el municipio de Pope. La densidad de población era de 2,72 hab./km². De los 213 habitantes, el municipio de Pope estaba compuesto por el 99,06 % blancos, el 0,47 % eran asiáticos y el 0,47 % eran de una mezcla de razas. Del total de la población el 0,47 % eran hispanos o latinos de cualquier raza.